# Cengjiawan (sockenhuvudort i Kina, Hunan Sheng, lat 29,42, long 109,38)
Cengjiawan (kinesiska: 曾家湾, 白羊乡) är en sockenhuvudort i Kina. Den ligger i provinsen Hunan, i den södra delen av landet, omkring 380 kilometer väster om provinshuvudstaden Changsha. Antalet invånare är 9 649. Befolkningen består av 4 682 kvinnor och 4 967 män. Barn under 15 år utgör 20,0 %, vuxna 15-64 år 71 %, och äldre över 65 år 8,0 %.
Runt Cengjiawan är det ganska tätbefolkat, med 144 invånare per kvadratkilometer. Närmaste större samhälle är Min'an, 7,4 km nordost om Cengjiawan. I omgivningarna runt Cengjiawan växer huvudsakligen savannskog.
Genomsnittlig årsnederbörd är 1 681 millimeter. Den regnigaste månaden är maj, med i genomsnitt 292 mm nederbörd, och den torraste är december, med 20 mm nederbörd.